# Parabybe subfoveolata
Parabybe subfoveolata là một loài bọ cánh cứng trong họ Cerambycidae.